# Pere Villalba i Varneda
Pere Villalba y Varneda (Barcelona, 1938) es doctor en Filología Clásica desde 1981 por la Universitat de Barcelona, profesor emérito de Filología Clásica de la Universidad Autónoma de Barcelona, y miembro de la Real Academia de Buenas Letras de Barcelona.
Ha impartido la docencia sobre el teatro latino, la elegía y Cicerón. Hay que destacar la notable aportación a la fijación del texto de las Ora Maritima de Avieno, publicado en colecciones diferentes en 1986 y 1994; ha contribuido a la renovación de los estudios ciceronianos con la publicación de los tratados De senectute (1998) y De amicitia (1999), y el 2006 presenta la primera traducción catalana de De re publica, también de Cicerón. Miembro del Raimundus Lullus Institut, ha establecido el texto crítico del Arbor scientiae de Ramon Llull para el Corpus Christianorum (2001), y es autor de Ramon Llull. Vida y obras.
Es especialista en los Juegos Olímpicos (Olímpia. Orígens dels Jocs Olímpics, 1994), y ha publicado fuentes sobre la evolución de la idea política en la Roma monárquica y republicana (Roma a través dels historiadors clàssics, 1996). Los artículos que ha publicado están en consonancia con los temas tratados anteriormente y con colaboraciones en materias complementarias.